# Per os
Per os (afgekort p.o.) betekent door de mond. Het is de Latijnse benaming voor het via de mond toedienen van geneesmiddelen. Het kan dan zowel om pillen als vloeibare stoffen gaan die via het maag-darmkanaal worden opgenomen. Tabletten 'onder de tong' (sublinguale toediening) vallen daarom niet onder 'per os' aangezien de werkzame stoffen door de slijmvliezen van de mond worden opgenomen.
De term wordt ook gebruikt voor het innemen van stoffen in het algemeen. Een patiënt die bijvoorbeeld volledig nuchter moet blijven, heeft een nil per os-beleid (niets door de mond).